# Melína Merkúri
Melína Merkúri (latin átírásban gyakran: Melina Mercouri; görög betűkkel: Μελίνα Μερκούρη; eredeti nevén María Amalía Merkúri) (Athén, 1920. október 18. – New York, 1994. március 6.) görög színésznő, énekesnő, politikus, a görög Parlament képviselője, 1981-től Görögország első női kulturális minisztere.

## Élete
Életének első szakaszában a legfontosabb személy nagyapja, Szpirosz Merkurisz volt, aki több évtizeden át töltötte be Athén polgármesteri tisztségét. Apja parlamenti képviselő volt. Szülei válása után az anyjával élt. Nagybátyja a Görög Nemzetiszocialista Párt vezetője volt, aki a második világháború alatt a Görög Nemzeti Bank elnöke lett.
A második világháború alatt, még tizenévesként ment férjhez Pánosz Harokoposzhoz.
Első filmje, a görög Stella (1955) volt, amelyet Mihálisz Kakojánisz rendezett. A film elkerült a cannes-i filmfesztiválra, ahol Arany Pálmára jelölték. A díjat ugyan nem kapta meg, de a művésznő itt találkozott azzal a férfival, Jules Dassin rendezővel, akivel együtt élt élete végéig.
Melína Merkúri az 1960-ban Jules Dassin rendezésében készült Never on Sunday című filmjével szerzett nemzetközi hírnevet. A filmbeli szerepéért Oscar-díjra jelölték, ezután sztárrá vált az olyan filmekkel, mint a Topkapi, Phaedra és Gaily, Gaily. 1978-ban abbahagyta a filmezést. Utolsó filmjét, az A Dream of Passion-t szintén Jules Dassin rendezte, partnere Ellen Burstyn volt.
Az USA által támogatott katonai diktatúra idején (1967-1974) Melína Merkúri Franciaországban élt. Amikor megfosztották görög állampolgárságától, azt mondta: „Görögnek születtem és görögként fogok meghalni. Pattakosz úr fasisztának született és fasisztaként fog meghalni.” Ezekben az években négy lemeze jelent meg Franciaországban, egy görög szöveggel, három franciával, mind a négy görög zeneszerzők alkotásaival.
A görögországi demokrácia helyreállítása után hazatért és először parlamenti képviselő lett. 1981-ben kulturális miniszterré nevezték ki, ezt a tisztséget két cikluson át, 1989-ig töltötte be. 1993-94-ben ugyanezt a hivatalt foglalta el. 1971-ben írta meg önéletrajzát Görögnek születtem címmel.
Kulturális miniszterként az ő javaslatára jött létre az Európa kulturális fővárosa kezdeményezés az Európai Unió kultúrpolitikájának részeként. Az első kulturális főváros Athén lett. Küzdött a parthenoni márványok hazahozataláért, amelyeket Lord Elgin az Akropoliszról vitt el, és amelyek a londoni British Múzeumban láthatók.
1994-ben halt meg egy New York-i kórházban, tüdőrákban. Holttestét Athénba szállították és miniszterelnöknek kijáró pompával temették el.

## Filmszerepei
- Stella (1955)
- A cigány és az úriember (1958)
- La Legge (1959)
- A törvény (1959)
- Vasárnap soha (1960)
- Az utolsó ítélet (1961)
- Phaedra (1962)
- Topkapi (1964)
- Los Pianos mecánicos (1966)
- Nyáron, este fél tizenegykor (1966)
- Vidáman, Vidáman (1969)
- Apácák a pácban (1977)
- Asszonyok kiáltása (1978)

## További információ
- Melína Merkúri a PORT.hu-n (magyarul)
- Melína Merkúri az Internetes Szinkronadatbázisban (magyarul)
- Melína Merkúri az Internet Movie Database-ben (angolul)
- Melína Merkúri a Rotten Tomatoeson (angolul)
- Melina Mercouri az AlloCiné weboldalán (franciául)
- Melina Mercouri Profile. Famousfix.com. (Hozzáférés: 2023. február 3.)